# 고려의 종교
이 문서는 고려의 종교에 대해 설명한다. 신라 말기의 어지러운 난국을 타개하고 통일국가를 형성한 고려 태조 왕건(王建)은 국가의 창업이 불력(佛力)과 삼한산천(三韓山川)의 도움으로 된 것이라 하여 불교를 장려하고 토속적인 신앙과 도교적인 풍수설을 숭신하였다. 그러나 실제적인 통치이념에서는 유교를 추구하기도 하였다.

## 불교
불교는 고려의 국교였는데, 고려는 국교로서의 불교 이외의 도교, 유교, 무속신앙과 같은 종교를 금지하지 않았으며 신앙의 자유를 인정하였다.
태조 이래 불교를 국교로 숭상함으로써 수도 개성을 위시하여 전국에 많은 사찰이 있었다. 신하뿐 아니라 왕가에서도 출가하여 승려가 되는 일이 허다하였다.
고려에서는 불교가 지극히 숭상됨에 따라 승려의 사회적 지위도 높아져 광대한 사원전(寺院田)을 차지하고 세속적인 인권도 대단하였다. 선종과 교종 모두에서 체계적인 승려 제도가 있었고 왕의 스승인 왕사와 나라의 스승인 국사는 크게 존중받았다. 이에 따라 위대한 사상가 또는 스님도 많이 나타났는데 그 대표적인 인물이 대각국사 의천 · 보조국사 지눌 · 태고 보우이다.
고려의 불교는 팔만대장경의 판각을 비롯한 사회적으로 많은 순기능을 하였으나 또한 역기능을 하기도 하였다. 많은 경비를 들여 자주 절을 짓고 불교행사를 마련한 것은 고려가 기울어지게 된 원인의 하나이기도 하였다.

## 도교
고려시대에는 도교를 중시하는 송나라(960-1279)의 풍습이 조금씩 전래하다가 예종(재위 1105-1122) 때에 송나라 휘종(재위 1100-1125)이 도사 두 명을 보내어 도법을 전하였고, 이에 고려에서는 개성(開城)의 북쪽에 복원관(福源觀)이라는 도관(道觀)을 세워 삼청상(三淸像)을 모시고 도사(道士)를 두었다. 그러나 도교는 국가 중심의 도교 의식에 그치고 일반 민중의 종교적 발전에까지는 이르지 못하였고, 성신(星辰)에 대한 신앙, 부적(符籍)의 사용, 경신(庚申)을 지키는 것 등이 대중화되었다. 도교에서 행하는 제사 및 기도 의식을 재초(齋醮)라고 하는데, 고려에서는 정사색(淨事色)이란 마을이 있어서 여기에서 재초가 행해졌다.

## 유교
태조십훈요의 끝부분에 보이는 바와 같이 고려의 유교는 주로 통치이념으로서의 측면이 강했다. 경사(經史)를 널리 보고, 후대의 왕들에게 어진 정치를 베풀 것을 유언으로 남겼다. 서경(西京)에 학교를 세운 것도 유교를 이념으로 인재를 교육한 것이라 할 수 있다.
제6대 성종 때에 이르러서는 국자감(國子監)을 세우고 경학박사를 두었으며, 최승로의 진언에 따라 국정을 쇄신하였다. 제4대 광종 때부터는 과거를 시행함으로써 글을 숭상하는 풍습이 일어났으나, 사장시부(詞章詩賦)에 관한 제술(製述, 시나 글을 짓는 일)을 명경(明經, 경서의 대목을 외는 일)보다 치중함으로써 경학의 연구는 미약한 상태였다. 그 후 11대 문종 때에는 최충의 구재(九齋)를 비롯한 사립 학교가 성행하여 이른바 십이도(十二徒)가 일어나고, 경사(經史)를 중심으로 연구하는 학풍이 생겼다. 그러나 최충 이후 200여 년간 유교는 부진한 상태였고, 대부분이 시부(詩賦)를 위주로 한 문장학에만 치중하였다. 당시에는 유가(儒家)라 해도 순수하게 유학만 연구한 것이 아니라, 중국에 있어서 당나라 시대의 경향과 같이 유·불도가 혼합된 상태였다. 그리하여 고려말에 이르러, 건국 이래 겪어온 혼란과 문화적인 침체를 타개할 수 있는 새로운 개혁이 요청되었고, 이에 부응하여 일어난 것이 곧 유교의 혁신 운동이다. 1289년 (충렬왕 15) 때에 안향(安珦)이 충렬왕을 따라 대도에 들어가 《주자전서(朱子全書)》를 입수하고 돌아온 후 정부에 건의하여 국학을 세우게 하고 문묘(文廟)를 중수하게 하는 등 유학 부흥에 큰 공적을 남겼다.
성리학이란 중국에서 한·당(漢唐)의 도불시대(道佛時代)를 거쳐 그것에 대항하여 새롭게 조직·편성된 유학의 이론 체계였다. 당시로서는 새롭고 합리적이며, 강한 자주정신을 가진 성리학은 새로운 기풍을 일으키게 되었다. 안향(安珦)의 문묘개수(文廟改修)와 주자서(朱子書) 최초로 도입하였고 후진의 교육이 발흥하여 성균관을 중심으로 백이정·우탁(禹倬)·권부(權簿)와 같은 유학자를 내었는데, 백이정은 이 정주학을 연구하고, 우탁은 이때 들어온 정주(程朱)의 역전(易傳)을 연구하여 고려에서 처음으로 역리(易理)의 학문을 전파하였으며, 권부는 《주자전서》의 간행을 건의하는 등 모두 정주학 진흥에 공로가 컸다. 안향의 학문은 이제현·이색에 이어 정몽주·정도전·권근(權近)과 같은 사류(士類)를 배출하였다. 그 중 정몽주는 성리학에 정통할 뿐만 아니라 도덕과 경륜에서도 일가를 이루어 고려왕조의 마지막을 장식하는 충신으로 “동방 이학(理學)의 시조”라 불린다. 그러나 현재 《포은집(圃隱集)》에는 약간의 시문(詩文)뿐 유학에 관한 기록이 남아 있지 않다. 한편 이색의 제자인 이숭인도 정몽주와 함께 태학 교수로서 유학이 흥하고 번성하도록 힘을 기울였으나 그는 유학자라기보다는 도리어 문학자 특히 시인으로 유명했다.
성리학은 인간의 본성과 존재의 원리를 탐구하는 심오한 학문으로서, 종래의 불교사상이나 도가사상(道家思想)에서 추구하였던 형이상학적 요구를 대신할 수 있는 것이었다. 또한 주자학(朱子學)은 외적으로 사회적 제도와 규범의 원리가 되는 것으로서 일종의 비판철학이며, 역사철학의 구실을 하였다.

## 이슬람교
고려에서는 주로 고려인들보다는 외국인들이 이슬람교를 많이 믿었다. 당대 고려 기록에 따르면 1024년 고려 현종 15년 9월에 하산 라자를 포함한 100여 명의 무슬림들이 한반도에 도착했고, 다음 해에 또 다른 100여 명의 무슬림 상인들이 왔다고 한다. 이슬람 세계와 한반도 사이의 무역 관계는 15세기까지 이어지는 고려 왕조와 함께 지속되었다. 그 결과, 근동과 중앙아시아에서 온 많은 무슬림 상인들이 고려에 정착하였다. 중국의 후이족 출신의 일부 무슬림들도 고려에서 살았던 것으로 보인다.
원 간섭기에는 색목인들이 고려로 들어왔는데, 이 집단은 주로 중앙아시아 출신의 무슬림들로 구성되었다. 몽골 사회 질서에서 색목인은 몽골인들 바로 아래의 위치를 차지했고, 원나라 내에서 많은 영향력을 행사했다.
고려 최초의 무슬림인 라마단 빈 알라웃딘은 1349년에 사망했다.
무슬림이 주를 이루는 사람들과의 소규모 접촉은 안팎에서 계속되었다. 고려 후기에는 수도인 개경에 모스크가 있었는데, 이 사원의 문학적 의미는 '예궁'이었다.
고려에 온 이민자들 중 한 명은 원래 고려의 충렬왕과 결혼하기 위해 보내진 몽골 공주의 보좌관으로서 고려에 왔다. 고려 문서의 그의 원래 이름은 "삼가"였지만, 그가 고려를 영원한 고향으로 만들기로 결정한 후, 왕은 그에게 장순룡이라는 한국 이름을 주었다. 장순룡은 고려인과 결혼했고 덕수 장씨의 시조가 되었다.
한국에 정착한 또 다른 중앙아시아인의 후손들도 마찬가지이다. 원나라 말기에 홍건적의 난이 일어났을 때, 설손이라는 이름의 중앙아시아인은 한국으로 도망쳤다. 그 역시 고려인과 결혼했는데, 고려에 적어도 2,000명의 신도가 있다고 주장하는 경주 설씨이라고 불리는 계보를 만들었다.

## 무속신앙
고구려를 계승한 고려가 존립하던 시대는 하늘에 대한 제사가 다시 중시 된다. 고려의 국조 세계 설화에 평나산(平那山) 산신이 등장하는 것을 비롯하여, 산신이 대단히 중요시되었다.

### 단군 신앙
단군에 관한 기록은 고려 시대 3가지 출판물들 중에서 《삼국유사》, 《제왕운기》에 수록되어 있지만
정사 《삼국사기》에는 없다.
단군에 대한 제사를 고구려 시대에도 이어서 고려 초기시대에도 지냈다는 사실은 있다.

## 경교
일본의 대정신수대장경(1912~1925)에는 경교(景敎)의 문헌 3종을 포함시키고 있다. 해인사 고려대장경은 20세기에 이루어진 대정신수대장경 등 아시아 각국의 대장경 제작에 바탕본으로 사용되었다.

## 같이 보기
- 고려의 건국 신화
- 고려